# Миссегр
Миссе́гр (фр. Missègre) — коммуна во Франции, находится в регионе Лангедок — Руссильон. Департамент коммуны — Од. Входит в состав кантона Куиза. Округ коммуны — Лиму.
Код INSEE коммуны — 11235.

## Население
Население коммуны на 2008 год составляло 66 человек.
| 1962 | 1968 | 1975 | 1982 | 1990 | 1999 | 2008 |
| ---- | ---- | ---- | ---- | ---- | ---- | ---- |
| 113  | 96   | 75   | 79   | 78   | 66   | 66   |

## Экономика

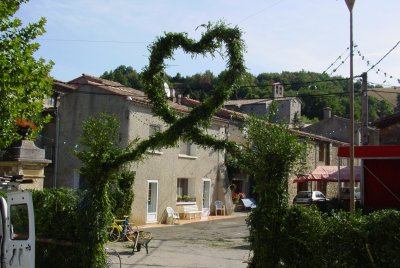
Миссегр

В 2007 году среди 36 человек в трудоспособном возрасте (15—64 лет) 22 были экономически активными, 14 — неактивными (показатель активности — 61,1 %, в 1999 году было 65,8 %). Из 22 активных работали 20 человек (12 мужчин и 8 женщин), безработных было 2 (1 мужчина и 1 женщина). Среди 14 неактивных 2 человека были учениками или студентами, 9 — пенсионерами, 3 были неактивными по другим причинам.